# Discografia degli Helloween
Questa che segue è la lista di tutti i dischi pubblicati dalla band power metal tedesca Helloween, dagli esordi fino ad oggi.

## Album

### Album in studio
| Anno | Titolo | Classifiche | Classifiche | Classifiche | Classifiche | Classifiche | Classifiche | Classifiche | Classifiche | Classifiche | Classifiche | Classifiche | Classifiche | Classifiche | Certificazioni |
| Anno | Titolo | GER         | AUT         | FIN         | GRE         | FRA         | ITA         | JPN         | NOR         | SPA         | SWE         | SWI         | UK          | US          | Certificazioni |
| ---- | --- | ----------- | ----------- | ----------- | ----------- | ----------- | ----------- | ----------- | ----------- | ----------- | ----------- | ----------- | ----------- | ----------- | -------------- |
| 1985 | Walls of Jericho - Pubblicato: dicembre 1985 - Etichetta: Noise Records - Formati: CD, MC, LP                      | —           | —           | —           | —           | —           | —           | 75          | —           | —           | —           | —           | —           | —           |                |
| 1987 | Keeper of the Seven Keys - Part I - Pubblicato: 23 maggio 1987 - Etichetta: Noise - Formati: CD, MC, LP            | 15          | —           | 10          | —           | —           | —           | 57          | —           | —           | 42          | 18          | —           | 104         |                |
| 1988 | Keeper of the Seven Keys - Part II - Pubblicato: 29 agosto 1988 - Etichetta: Noise - Formati: CD, MC, LP           | 5           | 9           | 2           | —           | —           | —           | 27          | 12          | —           | 7           | 6           | 24          | 108         | GER: Oro       |
| 1991 | Pink Bubbles Go Ape - Pubblicato: 11 marzo 1991 - Etichetta: EMI - Formati: CD, MC, LP                             | 32          | 28          | 5           | —           | —           | —           | 31          | 14          | —           | 14          | 20          | 41          | —           |                |
| 1993 | Chameleon - Pubblicato: 31 maggio 1993 - Etichetta: EMI - Formati: CD, MC, LP                                      | 35          | —           | 15          | —           | —           | —           | 8           | —           | —           | 35          | 30          | —           | —           |                |
| 1994 | Master of the Rings - Pubblicato: 8 luglio 1994 - Etichetta: Castle Communications - Formati: CD, MC, LP           | 23          | 34          | 7           | —           | —           | —           | 6           | —           | —           | 26          | 22          | —           | —           | JPN: Oro       |
| 1996 | The Time of the Oath - Pubblicato: 26 febbraio 1996 - Etichetta: Castle - Formati: CD, MC, LP                      | 31          | 33          | 14          | —           | —           | —           | 6           | —           | —           | 26          | 30          | —           | —           | JPN: Oro       |
| 1998 | Better Than Raw - Pubblicato: 24 aprile 1998 - Etichetta: Castle - Formati: CD, MC, LP                             | 19          | 36          | 7           | —           | —           | 27          | 9           | —           | —           | 35          | 42          | —           | —           | JPN: Oro       |
| 2000 | The Dark Ride - Pubblicato: 30 ottobre 2000 - Etichetta: Nuclear Blast - Formati: CD                               | 26          | —           | 19          | —           | —           | —           | 11          | —           | —           | 38          | 68          | —           | —           |                |
| 2003 | Rabbit Don't Come Easy - Pubblicato: 12 maggio 2003 - Etichetta: Nuclear Blast - Formati: CD                       | 26          | —           | 23          | —           | 119         | 73          | 11          | —           | —           | 12          | 93          | —           | —           |                |
| 2005 | Keeper of the Seven Keys - The Legacy - Pubblicato: 31 ottobre 2005 - Etichetta: SPV/Steamhammer - Formati: CD, LP | 28          | —           | 28          | —           | 89          | 37          | 22          | —           | 59          | 24          | 61          | —           | —           |                |
| 2007 | Gambling with the Devil - Pubblicato: 23 ottobre 2007 - Etichetta: SPV/Steamhammer - Formati: CD                   | 38          | —           | 34          | —           | 103         | 49          | 17          | 44          | 59          | 34          | 88          | —           | —           |                |
| 2010 | 7 Sinners - Pubblicato: 31 ottobre 2010 - Etichetta: Sony Music - Formati: CD                                      | 25          | 57          | 16          | 13          | 65          | 78          | 18          | —           | 51          | 40          | 38          | —           | —           |                |
| 2013 | Straight Out of Hell - Pubblicato: 18 gennaio 2013 - Etichetta: Sony Music - Formati: CD                           | 4           | 22          | 4           | —           | 29          | —           | 11          | 21          | 46          | 6           | 12          | —           | 97          |                |
| 2015 | My God-Given Right - Pubblicato: 29 maggio 2015 - Label: Nuclear Blast - Formati: CD                               | 8           | 30          | 5           | —           | 61          | 42          | 9           | 37          | 21          | 22          | 14          | —           | —           |                |
| 2021 | Helloween - Pubblicato: 18 giugno 2021 - Label: Nuclear Blast - Formati: CD, LP                                    |             |             |             |             |             |             |             |             |             |             |             |             |             |                |

### Album dal vivo
| Anno | Titolo            | Classifiche | Classifiche | Classifiche | Classifiche | Classifiche | Classifiche | Etichetta             |
| Anno | Titolo            | GER         | FIN         | JPN         | SWE         | UK          | US          | Etichetta             |
| ---- | ----------------- | ----------- | ----------- | ----------- | ----------- | ----------- | ----------- | --------------------- |
| 1989 | Live in the U.K.  | 14          | 4           | 23          | 25          | 26          | 123         | Noise Records         |
| 1996 | High Live         | 89          | 23          | 45          | —           | —           | —           | Castle Communications |
| 2007 | Live in Sao Paulo | 58          | —           | 156         | —           | —           | —           | SPV/Steamhammer       |

### Raccolte
| Anno | Titolo                             | Classifiche | Classifiche | Classifiche | Classifiche | Etichetta             |
| Anno | Titolo                             | GER         | GRE         | ITA         | JPN         | Etichetta             |
| ---- | ---------------------------------- | ----------- | ----------- | ----------- | ----------- | --------------------- |
| 1989 | Pumpkin Tracks                     | -           | —           | —           | -           | Noise International   |
| 1991 | The Best, the Rest, the Rare       | 50          | —           | —           | 15          | Noise Futurist        |
| 1999 | Metal Jukebox                      | 49          | —           | —           | —           | Castle Communications |
| 2002 | Treasure Chest                     | 93          | —           | —           | 62          | Metal-Is Records      |
| 2009 | Unarmed - Best of 25th Anniversary | 39          | 4           | 87          | —           | SPV/Steamhammer       |

## Extended play
- 1985 – Helloween
- 1994 – Mr Ego (Take Me Down)
- 2008 – Find My Freedom

## Tributi
- 1999 – The Eastern Tribute to Helloween
- 2000 – The Keepers of Jericho - Part I
- 2003 – The Keepers of Jericho - Part II

## Singoli
| Anno | Titolo                          | Classifiche | Classifiche | Classifiche | Classifiche | Classifiche |
| Anno | Titolo                          | GER         | JPN         | SWE         | SWI         | UK          |
| ---- | ------------------------------- | ----------- | ----------- | ----------- | ----------- | ----------- |
| 1986 | Judas                           | —           | —           | —           | —           | —           |
| 1987 | Future World                    | —           | —           | —           | —           | —           |
| 1988 | Dr. Stein                       | 10          | 81          | —           | 21          | 57          |
| 1988 | I Want Out                      | —           | —           | —           | 27          | 69          |
| 1991 | Kids of the Century             | —           | —           | —           | —           | 56          |
| 1992 | Number One                      | —           | —           | —           | —           | —           |
| 1993 | When the Sinner                 | —           | —           | —           | —           | —           |
| 1993 | I Don't Wanna Cry No More       | —           | —           | —           | —           | —           |
| 1993 | Step Out of Hell                | —           | —           | —           | —           | —           |
| 1993 | Windmill                        | —           | —           | —           | —           | —           |
| 1994 | Mr. Ego                         | —           | 67          | —           | —           | —           |
| 1994 | Where the Rain Grows            | —           | —           | —           | —           | —           |
| 1994 | Perfect Gentleman               | —           | —           | —           | —           | —           |
| 1995 | Sole Survivor                   | —           | —           | —           | —           | —           |
| 1996 | Power                           | —           | 40          | —           | —           | —           |
| 1996 | The Time of the Oath            | —           | —           | —           | —           | —           |
| 1996 | Forever and One                 | —           | —           | —           | —           | —           |
| 1998 | I Can                           | —           | 54          | —           | —           | —           |
| 1998 | Hey Lord!                       | —           | —           | —           | —           | —           |
| 1999 | Lay All Your Love on Me         | —           | —           | —           | —           | —           |
| 2000 | If I Could Fly                  | —           | 82          | 59          | —           | —           |
| 2000 | Mr. Torture                     | —           | —           | —           | —           | —           |
| 2003 | Just a Little Sign              | 91          | 133         | 47          | —           | —           |
| 2005 | Mrs. God                        | 68          | 50          | 38          | 91          | —           |
| 2005 | Run (In the Name of Your Enemy) | —           | —           | —           | —           | —           |
| 2006 | Light the Universe              | —           | —           | —           | —           | —           |
| 2007 | As Long as I Fall               | —           | 154         | —           | —           | —           |
| 2010 | Are You Metal?                  | —           | 284         | —           | —           | —           |
| 2012 | Burning Sun                     | —           | 99          | —           | —           | —           |
| 2013 | Nabataea                        | —           | —           | —           | —           | —           |
| 2015 | Battle's Won                    | —           | —           | —           | —           | —           |
| 2015 | My God-Given Right              | —           | —           | —           | —           | —           |
| 2017 | Pumpinks United                 | —           | —           | —           | —           | —           |
| 2021 | Skyfall                         | —           | —           | —           | —           | —           |
| 2021 | Fear of the fallen              | —           | —           | —           | —           | —           |

## Videografia

### Album video
VHS
- 1994 – The Pumpkin Video
- 1996 – High Live

DVD
- 2000 – The Pumpkin Video
- 2000 – High Live
- 2005 – Hellish Videos
- 2007 – Live on 3 Continents
- 2019 - United Alive

### Video musicali
- Halloween (1987)
- I Want Out (1988)
- Kids of the Century (1991)
- When the Sinner (1993)
- Mr. Ego (Take Me Down) (1994)
- Where the Rain Grows (1994)
- Perfect Gentleman (1994)
- Power (1996)
- The Time of the Oath (1996)
- Forever and One (Neverland) (1996)
- I Can (1998)
- Hey Lord! (1998)
- If I Could Fly (2000)
- Just a Little Sign (2003)
- Mrs. God (2005)
- Light the Universe (2006)
- As Long As I Fall (2007)
- Paint a New World (2008)
- Dr. Stein (2009)
- Are You Metal? (2010)
- Nabataea (2012)
- My God-Given Right (2015)
- Skyfall (2021)